# Brina Palencia
Brina Michelle Palencia Wingo (Oklahoma, 13 de febrero de 1984) es una actriz y cantante estadounidense. Principalmente interpreta varios doblajes en inglés de anime japoneses. Dio voz al personaje de Vi Graythorn en Detective Conan, Tony Tony Chopper en One Piece, Eve en Black Cat, Honoka Sakurai en Suzuka, Enma Ai en Jigoku Shōjo, Kurumu Kurono en Rosario + Vampire, Ciel Phantomhive en Kuroshitsuji, Holo en Spice and Wolf, Juvia en Fairy Tail, y Ryōko Ōkami en Ōkami-san to Shichinin no Nakama-tachi. Como ella misma, interpretó a Sophia en el drama romántico de ciencia ficción Star-Crossed de The CW, y tuvo un papel como Ana en la serie de AMC The Walking Dead. También interpretó a LuAnn en la película de terror-comedia Lumberjack Man, que se transmitió por televisión por cable.

## Biografía

### Primeros años y carrera
Palencia nació y creció en Oklahoma. De niña, vivió en Honduras hasta los 4 años. Durante su niñez, estuvo en La Ceiba, Honduras y Owasso, Oklahoma. Su hermano, Gino Palencia, trabaja en Funimation como ingeniero de ADR y asistente de producción. En 2009 se casó con Paul Wingo.
Palencia finalmente se estableció en Dallas, Texas. Se graduó de la Weatherford High School en 2002. Mientras estudiaba en la Universidad del Norte de Texas (UNT), se vio influenciada por la serie de anime, Dragon Ball. Después de graduarse de la UNT con un "Bachelor of Arts in Music" en 2006, comenzó su carrera como actriz de voz para Funimation. Ella también fue directora, pero finalmente decidió convertirse en una actriz de tiempo completo.
Además de sus voces femeninas adultas, también ha sido elegida para papeles masculinos y femeninos más jóvenes. Anteriormente, fue una de las anfitrionas de GameStop TV y fue vista en varias películas independientes, como The Ladies of the House y Lumberjack Man. En 2014, obtuvo un papel protagónico como Sophia, la hermana menor de Roman, en el drama-romántico de ciencia ficción Star-Crossed de The CW.

### Vida personal
Actualmente vive en Los Ángeles con su esposo Paul Wingo, con quien está en pareja desde 2001 y se casó el 5 de enero de 2013. El 12 de septiembre de 2018, Palencia anunció su primer embarazo. Dio a luz a un niño, Arthur Wingo, el 1 de febrero de 2019.

## Filmografía

### Cine y televisión
| Año  | Título                       | Papel         | Notas                                         | Fuente               |
| ---- | ---------------------------- | ------------- | --------------------------------------------- | -------------------- |
| 2010 | Chase                        | Renee         | Serie de televisión                           |                      |
| 2010 | The Good Guys                | Krista        | Serie de televisión                           |                      |
| 2010 | Throwing Stones              | Finley Jaymes | Serie web                                     |                      |
| 2011 | How Not to Quit Your Day Job | Dani          | Cortometraje                                  | [ 11 ]               |
| 2013 | The Walking Dead             | Ana           | Serie de televisión Episodio: "Indiferencia"  |                      |
| 2013 | Upstream Color               | Mujer en club |                                               | [ 12 ]               |
| 2014 | Star-Crossed                 | Sophia        | Serie de televisión                           | [ 13 ] [ 14 ] [ 15 ] |
| 2014 | The Ladies of the House      | Cristal       |                                               | [ 16 ] [ 17 ]        |
| 2015 | Castle                       | Jody Evans    | Serie de televisión Episodio: "Habeas Corpse" |                      |
| 2015 | Lumberjack Man               | LuAnn         |                                               | [ 18 ]               |

### Videojuegos
| Año       | Título                                         | Papel                        | Notas                          | Fuente |
| --------- | ---------------------------------------------- | ---------------------------- | ------------------------------ | ------ |
| 2007      | Guitar Hero III: Legends of Rock               | Varios personajes            |                                |        |
| 2008-2012 | Dragon Ball                                    | Chiaotzu, Videl, Puar, Bulla |                                |        |
| 2008      | One Piece: Unlimited Adventure                 | Tony Tony Chopper            |                                | [ 19 ] |
| 2008      | Final Fantasy Fables: Chocobo's Dungeon        | Moogle                       |                                |        |
| 2008      | Guitar Hero World Tour                         | Varios personajes            |                                |        |
| 2008      | Mushroon Men                                   | Pax                          |                                |        |
| 2009      | The Maw                                        | Frank                        |                                |        |
| 2009-2015 | Borderlands                                    | Mad Moxxi                    |                                | [ 20 ] |
| 2010      | Donkey Kong Country Returns                    | Varios personajes            |                                |        |
| 2010      | Comic Jumper: The Adventures of Captain Smiley | Gerda, Paper Lad             |                                |        |
| 2011      | Duke Nukem Forever                             | Miso, Chasity                |                                |        |
| 2012      | Kinect Star Wars                               |                              | Voz principal ("Blasterproof") |        |
| 2013      | The Walking Dead: Survival Instinct            | Varios personajes            |                                |        |
| 2014      | SMITE                                          | Artemisa, Cupido             |                                | [ 21 ] |
| 2016      | Battleborn                                     | Mellka                       |                                |        |
| 2017      | Fire Emblem Heroes                             | Ayra                         |                                | [ 21 ] |
| 2018      | Dragon Ball FighterZ                           | Chiatozu                     |                                | [ 21 ] |
| 2018      | Soulcalibur VI                                 |                              |                                |        |